# Социальный паразитизм у муравьёв

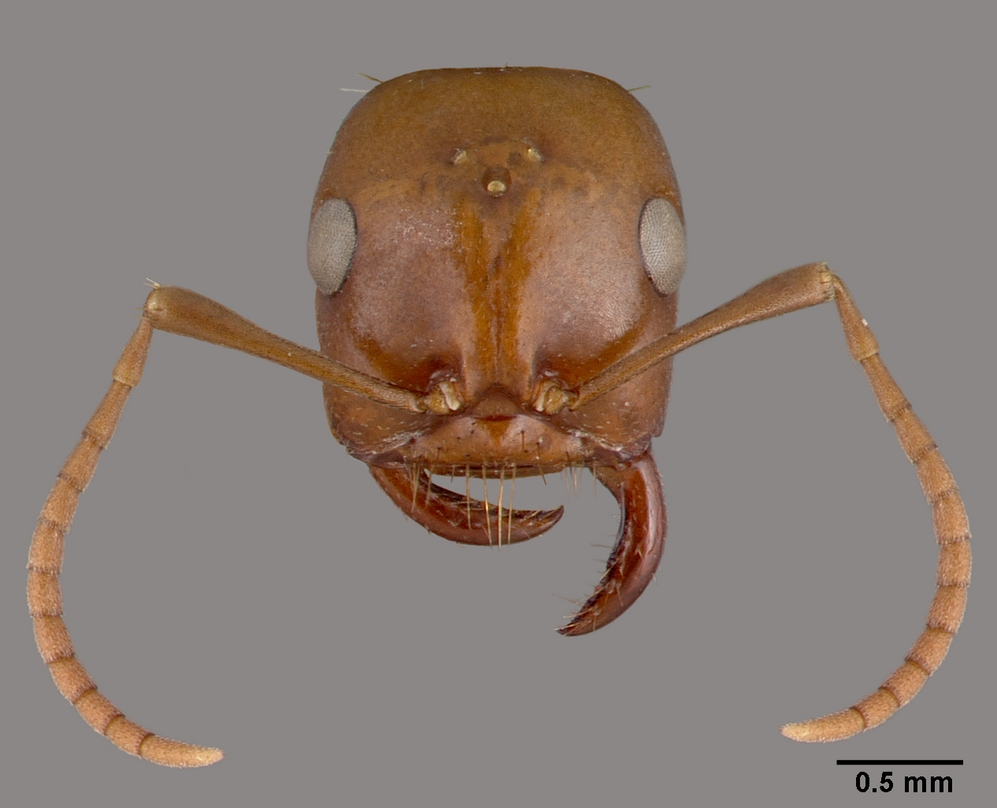
Саблевидные челюсти солдата муравья-рабовладельца Polyergus rufescens приспособлены только для нападений, но не для работы.

Бескрылый эргатоидный самец Anergates atratulus

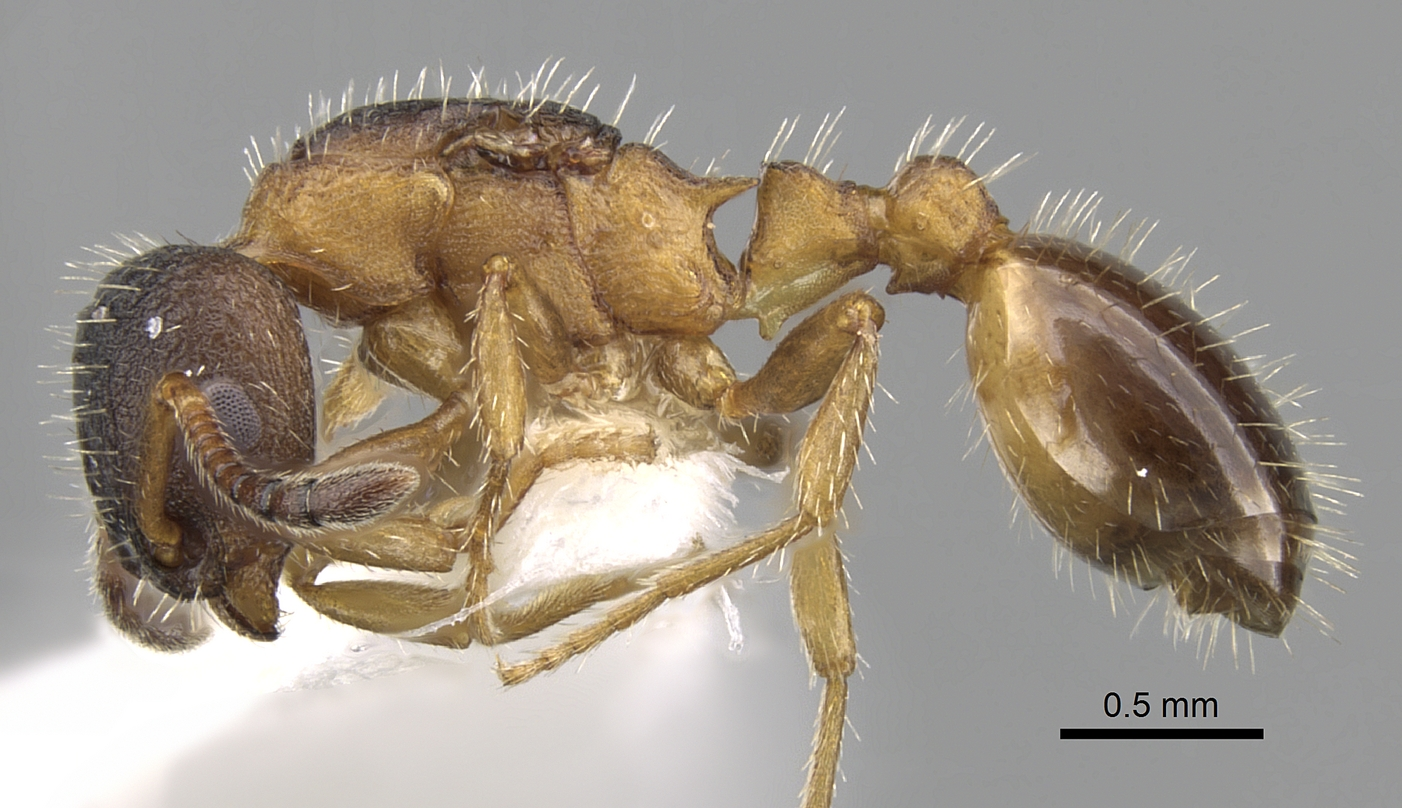
Самка муравья-паразита Leptothorax goesswaldi

Социальный паразитизм у муравьёв — вид гнездового паразитизма, при котором один вид муравьёв существует за счёт другого. Включает такие крайние формы специализации, как муравьи-рабовладельцы и инквилины.

## Описание
Оплодотворённая самка паразитирующего вида проникает в гнездо вида-хозяина (в ряде случаев убивает в нём царицу, занимая её место) и начинает откладывать свои собственные яйца. Вышедшие из них рабочие особи постепенно заселяют муравейник, сменяя его хозяев. Существует три основных вида социального паразитизма у муравьёв: временный (англ. temporary social parasites), постоянный (англ. permanent inquilines; Anergates, Teleutomyrmex) и рабовладение (англ. slave-makers; муравьи-амазонки, Rossomyrmex, Strongylognathus).
Инквилины характеризуются набором адаптаций к паразитическому образу жизни: уменьшение размера тела, потеря касты рабочих, расширенный постпетиоль, часто с вентральным выступом, редуцированная скульптура, отсутствие зубцов на мандибулах и другие.
При этом, многие из них генетически очень близки к своим хозяевам, что привело к синонимизации ранее выделенных паразитических родов. Например, 2015 году была предложена синонимизация Anergates Forel, 1874, Teleutomyrmex Kutter, 1950, Rhoptromyrmex с родом Tetramorium. Однако, это вызвало дискуссию в мирмекологическом сообществе, многие европейские учёные с этим не согласились и продолжают (в том числе, в 2022 году) использовать старое название Anergates atratulus.

## Распространение
Социальный паразитизм характерен в основном для двух крупнейших подсемейств Myrmicinae и Formicinae. Обнаружено более 200 паразитических видов муравьёв из более чем 12 500 известных науке. Большая их часть относится только к 2 (из 25) муравьиным подсемействам: Formicinae (около 80 видов из 3000) и Myrmicinae (около 110 видов из 6150).
Рыжий лесной муравей (Formica rufa) иногда может основывать гнездо в гнездах бурого лесного муравья (Formica fusca), а самка жёлтого муравья (Lasius umbratus), убив предварительно матку, может поселяться в гнезде чёрного садового муравья (Lasius niger).
Домовый муравей-вор (Diplorhoptrum fugax) встречается в гнёздах Formica cunicularia, Formica rufibarbis и др., питаясь за их счет, похищая яйца и мелких личинок (клептобионт).
«Рабовладельцы» муравьи-амазонки (Polyergus) воруют коконы видов-«рабов», подвергая набегам и разграблению соседние гнёзда муравьёв. В них они добывают куколки хозяев и приносят их в своё гнездо, чтобы из них воспитать «рабов». «Рабы» муравьёв выполняют в гнезде «рабовладельца» те же работы, что они выполняли бы и в родном гнезде, только выращивают расплод не своего, а чужого вида. У кровавого муравья-рабовладельца (Formica sanguinea) собственные рабочие добывают пищу, охраняют гнездо и частично занимаются уходом за потомством, хотя в основном эту работу выполняют «рабы». У вида муравьёв-рабовладельцев — муравья-амазонки (Polyergus) — специализация ещё сильнее. Рабочие этого вида занимаются только добыванием куколок «рабов» и не способны даже самостоятельно питаться.
Некоторые виды рабов научились оказывать некоторое сопротивление захватчикам. Захваченные рабочие Temnothorax развили стратегию борьбы с рабовладельцами, они разрушают все женские куколки своих хозяев вида Protomognathus americanus, но оставляют в живых самцов (которые не принимают участия в угоне рабов).
В случае высокой специализации вида-паразита (например, обитающий на юге Франции муравей Epimyrma vandeli, паразитирующий на муравьях Leptothorax recedens) заражённое муравьиное гнездо существует после этого только до тех пор, пока живы рабочие особи вида, первоначально основавшего гнездо, так как в потомстве паразитирующего вида отсутствуют рабочие особи. Сходный вид инкилинизма обнаружен у некоторых муравьёв-грибководов, у которых отсутствуют рабочие (Mycocepurus castrator и другие).
Вид Myrmica karavajevi (рабочих особей у него нет) найден в гнездах видов Myrmica scabrinodis, Myrmica sabuleti, Myrmica gallienii, Myrmica lonae. Вид Myrmica microrubra Seifert известен только по самкам (рабочие и самцы остаются неизвестными), сходен с Myrmica rubra, в гнёздах которого он обитает.

### Пары паразит-хозяин
- Rossomyrmex — Proformica[13]
- Polyergus — Formica[13]
- Formica — Formica[13]
- Chalepoxenus — Leptothorax[13]
- Epimyrma — Leptothorax[13]
- Harpagoxenus — Leptothorax[13]
- Leptothorax — Leptothorax[13]
- Protomognathus — Leptothorax[13]
- Myrmoxenus — Temnothorax[14]
- Strongylognathus — Tetramorium[13]

## Происхождение
Согласно правилу Эмери, установленному в 1909 году итальянским энтомологом Карло Эмери (Carlo Emery), социальные паразиты среди насекомых (например, клептопаразиты) паразитируют, в основном, на особях близкого им вида или рода. Данному феномену есть объяснение: паразиты могли изначально быть факультативными паразитами среди представителей самого вида-хозяина (известно много примеров подобного внутривидового паразитизма), однако затем отделились от родительского вида и образовали свой собственный обособленный вид (один из примеров симпатрического видообразования).
Ранее, Чарльз Дарвин в книге «Происхождение видов» высказывал другую теорию — что первоначально брошенные куколки могли захватываться для еды, но, случайно оставленные в живых, давали муравейникам добавочных рабочих.